# 特雷門蒂納 (新墨西哥州)
特雷門蒂納（英語：Trementina）是位於美國新墨西哥州聖米格爾縣的非建制地區。

## 歷史
特雷門蒂納的郵局自1901年營運至今。

## 地理
特雷門蒂納所處的海拔為高於海平面1525米（即5004英呎），而該地所採用的時區為UTC-7，即北美山地时区（MST）。同時該地設有夏令時間，為UTC-7調快一小時，即UTC-6（MDT）。